# Arbre d'Anthony Hordern
L'arbre d'Anthony Hordern (anglais : Anthony Hordern's Tree) est un arbre remarquable situé à Razorback (en), en Australie. Présenté comme l'emblématique chêne du logotype de la société Anthony Hordern and Sons Ltd., il s'agit en réalité d'un figuier dont la forme coïcidence.

## Situation et accès
Le monument est situé à l'angle de l'ancienne route Hume et de la route du Mont-Hercules au sud-est de l'agglomération de Razorback (en). Plus largement, il se trouve dans le comté de Wollondilly, dans l'État de Nouvelle-Galles du Sud.

## Histoire
Une célèbre entreprise, fondée par Anthony Hordern, arbore le slogan While I Live, I'll grow (traduisible par « Tant que je vis, je grandirai »), d'après le symbole d'un chêne, utilisé dans son logotype. En 1866, un arbre voit le jour sur la propriété d'une dénommée Hills : il s'agit d'un figuier de Port Jackson,,. Pourtant non planté par la famille Hordern, cet arbre commence à ressembler à celui du fameux logotype, la publicité aux alentours favorisant ce lien,. D'après Frances Pollon, sa forme particulière serait en réalité due bétail se nourrisant de ses basses branches au moment de s'abriter. Durant la première moitié du XXe siècle, de nombreux routiers sont frappés par la ressemblance de cet arbre avec celui du logotype : finalement, à la mi-avril 1953, la société pose à son voisinage un large affichage faisant directement le rapprochement.

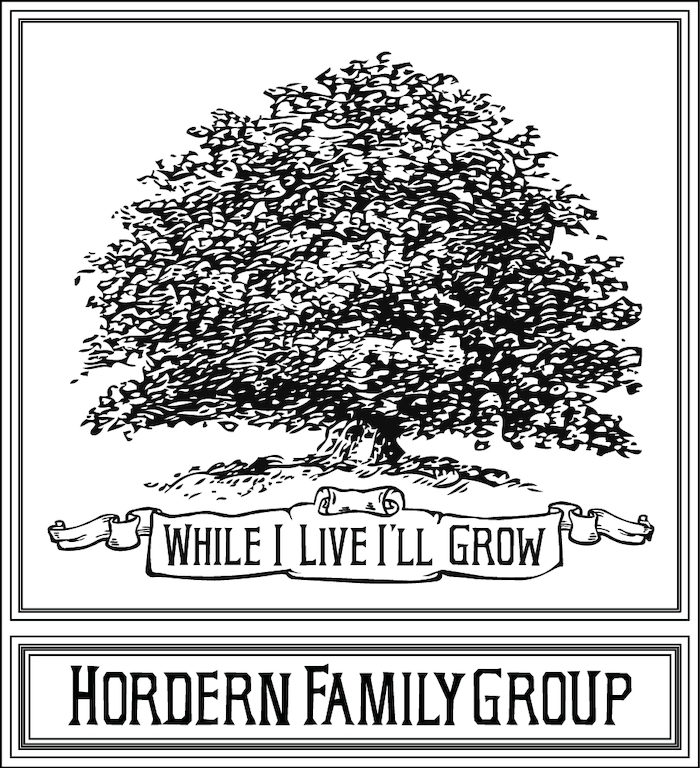
Logotype du groupe familial Hordern avec le chêne emblématique.

À la fin des années 1960, les experts de la Commission des forêts de la Nouvelle-Galles du Sud estiment que l'arbre est tué par des longicornes. L'arboriste H. J. Kable estime pourtant que les trous auraient été causés par des vandales qui les auraient remplies de poison. Dans la semaine du 28 février 1966, une enquête est, à cet effet, ordonnée par le commissaire de police Allan pour cette cinquantaine d'orifices. Avec le concours du conseil du comté de Wollondilly, Kable scelle les trous avec un mélange à base de bitume et enleve certaines des branches affectées, permettant la repousse à ces endroits. Cet entretien attire alors l'attention de Frank Munro, directeur d'Anthony Hordern and Sons Ltd., pour qui l'arbre représente le symbole de l'entreprise. Il déclare à cette occasion :
« It will regain its former handsome shape. This is particularly pleasing to us as this tree has been a national landmark for such a long time. It has been our symbol since it was planted on the property. The hundreds of interested people who wrote letters, phoned or made personal calls to Anthony Horderns will be pleased to hear this. »
— Frank Munro
        
« Il retrouvera sa belle silhouette d'autrefois. Cela nous réjouit particulièrement, car cet arbre est un monument national depuis si longtemps. Il est notre symbole depuis qu'il a été planté sur la propriété. Les centaines de personnes intéressées qui ont écrit des lettres, téléphoné ou rendu visite en personne à Anthony Horderns seront ravies d'apprendre cette nouvelle. »
— Wikipédia
L'entreprise est reprise par Waltons Ltd. en avril 1970, après près de 44 ans d'existence en tant que public company (équivalent d'une société anonyme). Le 28 mai 1974, à la suite d'une tempête, des usagers de la route font état d'un arbre renversé et fendu en deux,. Le figuier originel est par la suite remplacé et fait partie des points d'intérêt de l'ancienne route Hume.